# Méclozine
La méclozine ou méclizine est une substance chimique utilisée en pharmacologie comme antihistaminique et antiémétique (contre les vomissements et les nausées) ; elle fait partie de la famille chimique des dérivés de la pipérazine comme la cétirizine. C'est un médicament utilisé dans le traitement des allergies et le mal des transports. La somnolence qu'elle provoque fait qu'il est de moins en moins utilisé.
La méclozine est rapidement absorbée. Elle a des propriétés antihistaminique, anticholinergique et dépressive sur le système nerveux central. C'est à ces deux dernières propriétés qu'on attribue les effets antiémétiques de la méclozine.